# Erioptera chrysocoma
Erioptera chrysocoma är en tvåvingeart som beskrevs av Osten Sacken 1860. Erioptera chrysocoma ingår i släktet Erioptera och familjen småharkrankar. Inga underarter finns listade i Catalogue of Life.